# 仲氏館
仲氏館（なかしやかた）は、三重県尾鷲市にあった館。

## 概要
常聲寺の東側に存在した館。

## 歴史
戦国時代に中村山城主仲新八郎によって建てられた。文禄年間（1592年 - 1595年）仲新八郎は館の西隣に菩提寺として常聲寺を建立した。

## 所在地
三重県尾鷲市林町字殿元